# Knightsbridge
Knightsbridge er en gade og et område på Londons vestkant, på grænsen mellem bydelene Westminster og Kensington and Chelsea. 
Den middelalderlige landsby Knightsbridge fik sit navn efter en bro over den nu rørlagte flod Westbourne. Knightsbridge nød godt af nærheden til London ved at man her kunne udføre tjenester og arbejde som blev regnet for upassende inde i City, f.eks. slagtning.
Gaden Knightsbridge går langs sydsiden af Hyde Park, fra Hyde Park Corner til Royal Albert Hall, hvor den fortsætter videre vestover som Kensinton Gore, Kensington Road og Kensingon High Street.
Knightsbridge er blandt andet kendt for stormagasinet Harrods.
51°30′06″N 0°09′44″V / 51.5017°N 0.1621°V